# Trey Smith (fútbol americano)
Henry Louis Smith III (Humboldt, Tennessee, 16 de junio de 1999) más conocido como Trey Smith, es un jugador profesional estadounidense de fútbol americano que se desempeña en la posición de lineman en Kansas City Chiefs, equipo de la National Football League (NFL).

## Carrera
Fue seleccionado en la sexta ronda en la Reunión Anual de Selección de Jugadores de la NFL de 2021. Hizo su debut profesional con el equipo Kansas City Chiefs, donde lleva jugando tres temporadas.